# Churchill War Rooms
Churchill War Rooms, també conegut com a Churchill Museum and Cabinet War Rooms és un museu de Londres i una de les 5 branques de l'Imperial War Museums. Cabinet War Rooms és un complex subterrani que fou utilitzat com a centre de comandament i control del Govern del Regne Unit durant la Segona Guerra Mundial. Localitzat a prop l'edifici del HM Treasury a Westminster.
La construcció, situada sota l'edifici del Tresor a l'àrea de Whitehall de la ciutat de Westminster, va començar el 1938. Va començar a ser operatiu l'agost de 1939, poc després de l'esclat de la guerra a Europa. Va continuar operatiu al llarg de la Segona Guerra Mundial fins a ser abandonat l'agost de 1945 després de la rendició del Japó. Després de la guerra, es va reconèixer el valor històric dels Cabinet War Rooms. Primer, el Ministeri d'Obres  es va carregar de la conservació i, després, del Departament per al Medi Ambient, durant aquest temps, només un nombre limitat de persones va poder visitar-les. A la primeria de la dècada de 1980, es va encarregar a l'Imperial War Museum l'administració de l'edifici i els Cabinet War Rooms van ser oberts al públic l'abril de 1984. El 2005 es va crear un museu dedicat a la vida de Winston Churchill, i el 2010 el seu nom va ser escurçat a Churchill War Rooms.

## Construcció
El 1936, el Air Ministry, el departament de govern britànic responsable per la Royal Air Force, creia que, en cas de guerra, un bombardeig aeri enemic de Londres causaria fins a 200.000 baixes per setmana. Les comissions del Govern britànic a càrrec de Warren Fisher i de Sir James Rae el 1937 i 1938 van considerar que les principals oficines governamentals havien de ser dispersades del centre de Londres als suburbis, i les oficines no essencials a les Midlands i al Nord-oest d'Anglaterra. A l'espera d'aquesta dispersió, el maig de 1938, Sir Hastings Ismay, llavors subsecretari del Comitè de Defensa Imperial, va ordenar un estudi de l'Oficina d'Obres de Whitehall per identificar un lloc adequat per un centre de govern, provisional i d'emergència. L'Oficina va concloure que el lloc més apropiat era el soterrani de les New Public Offices, un edifici governamental situat a la cantonada de Horse Guards Road i Great George Street, prop de la Parliament Square. Actualment, l'edifici alberga el HM Treasury.